# 独裁官
独裁官（どくさいかん）、ディクタートル（ラテン語: dictātor）は、共和政ローマの政務官。あらゆる領域に及ぶ強大な権限を有する政務官であり、国家の非常事態に1人だけ任命された。「独裁者」の語源。

## 概略
ローマにおける行政の長は、毎年2人任命される執政官（コンスル）であった。しかし、外敵の侵入や疫病の流行、政治的混乱など、国家の非常事態が発生した場合、権力が分散されているのは非効率的である。そこでローマは、そういった場合にはただ1人に強大な権限を与えて事態に対処させることとした。これが独裁官が誕生した理由である。ただし、任命された者が無制限に権力を行使しないように、その任期は短期間（通常6箇月）とされていた。独裁官は、ローマの元老院が非常事態と認定した時、元老院の要請によって執政官が指名した。
通常時の全ての政務官は独裁官の下に置かれ、独裁官の決定は護民官の拒否権によっても制限されないものとされた。さらに補佐役として騎兵長官（マギステル・エクィトゥム）を独断で任命することができ、インペリウム（命令権）が与えられた。戦場においては、主力である歩兵を独裁官自身が指揮するのに対して、騎兵長官は騎兵の指揮を担当した。
インペリウムがポメリウム内でも発揮できたのかについては議論があるが、単独の独裁官は同僚の拒否権からも、市民のプロウォカティオからも制限を受けることなく行動できたこと、ポメリウム内でもファスケスから斧を外さなかったことから、軍法を元にしてそれらの制限を回避し、即決の処刑を可能にしたとも考えられる。

## 歴史
共和政の初期から中期には、執政官では対応できない危機において、独裁官がたびたび必要とされた。初期には極めて効果的で、初めて独裁官が任命されたのは紀元前501年、ローマ市の暴動を抑えるためであった。しかし、第二次ポエニ戦争以降は、イタリア半島は一世紀以上にわたって平和を享受し、独裁官は必要とされず、その後国内の混乱を収めるための別のシステムが考案された。内乱の一世紀では、セナトゥス・コンスルトゥム・ウルティムム（元老院最終決議）を受けた執政官が、幾度か市内で市民を殺害しており、これは独裁官の代わりとも考えられ、最大半年の任期を持つ独裁官と違い、対象を「ホスティス（公敵）」と宣言して絞ることで、より市民に受け入れられやすい制限された形とも言える。
しかし、ルキウス・コルネリウス・スッラとガイウス・ユリウス・カエサルは独裁官を復活させた。カエサルは終身である永久独裁官（ディクタトル・ペルペトゥオ）となり、カエサルの暗殺後、生き残った執政官マルクス・アントニウスは、元老院をカピトリヌスに召集し、共和派を懐柔するため、独裁官廃止などの提案を行った（Lex Antonia de dictatura in perpetuum tollenda）。
後に全権を掌握したアウグストゥスに対して元老院からスッラやカエサルのような意味で独裁官の職が与えられようとしたがアウグストゥスはこれを拒否し、ローマの歴史からこの職は消えた。アウグストゥスは建前上は独裁官のような職には就かなかったものの、実際には平時の各種官職を一身で兼任することにより古代ローマの独裁者として君臨し、自らの血統者にその地位を継承させた。帝政ローマの始まりである。

## 著名な独裁官
- 紀元前501年 - ティトゥス・ラルキウス - 最初の独裁官[注釈 2]
- 紀元前458年 - ルキウス・クインクティウス・キンキナトゥス、紀元前439年二度目の就任
- 紀元前433年 - マメルクス・アエミリウス・マメルキヌス
- 紀元前431年 - アウルス・ポストゥミウス・トゥベルトゥス
- 紀元前387年 - マルクス・フリウス・カミルス - 五度就任
- 紀元前342年 - マルクス・ウァレリウス・コルウス
- 紀元前333年 - プブリウス・コルネリウス・ルフィヌス
- 紀元前324年 - ルキウス・パピリウス・クルソル
- 紀元前315年 - クィントゥス・ファビウス・マクシムス・ルリアヌス
- 紀元前301年 - マルクス・ウァレリウス・コルウス、第二次サムニテス戦争
- 紀元前292年 - アッピウス・クラウディウス・カエクス、紀元前285年二度目の就任
- 紀元前249年 - アウルス・アティリウス・カラティヌス、第一次ポエニ戦争
- 紀元前221年?-219年 -クィントゥス・ファビウス・マクシムス・クンクタトル
- 紀元前217年 - クィントゥス・ファビウス・マクシムス・クンクタトル、第二次ポエニ戦争
- 紀元前203年 - プブリウス・スルピキウス・ガルバ・マクシムス
- 紀元前81年/79年 - ルキウス・コルネリウス・スッラ
- 紀元前49年/48年/47年（10年間）/44年（終身独裁官） - ガイウス・ユリウス・カエサル